# Isole Cheradi
Le Isole Cheradi (in greco Χοιράδες?, Choiràdes), costituiscono un piccolo arcipelago che chiude a sud-ovest la darsena del Mar Grande di Taranto, nell'omonimo golfo.
L'arcipelago è composto dalle due isole di San Pietro e San Paolo (rispettivamente distanti dal Canale navigabile di Taranto 6,3 e 6,1 km), facenti parte del demanio militare; lo sbarco e la navigazione sono vietati per l'isola di San Paolo, mentre l'isola di San Pietro è stata di recente in parte aperta al pubblico; è fruibile una spiaggia molto estesa, raggiungibile dalla città con mezzi dell'Azienda Municipalizzata Trasporti (KYMA Mobilità Idrovie). Un tempo esisteva, poco più a nord, anche l'isoletta di San Nicolicchio, oggi scomparsa. La superficie dell'isola San Pietro è di 1,1587 km². La superficie dell'isola San Paolo è di 5,865 ha. La superficie totale è 1,2174 km².

## Storia

### Dai Greci all'era moderna
Tucidide fu il primo a tramandare il nome delle Cheradi, dal greco Choiràdes (Χοιράδες) che significa "promontorio" (o "corna"). Anticamente le isole erano chiamate dai Greci Elettridi (Elektrides, Ηλεκτρίδες), in onore di Elettra, la figlia del dio Poseidone molto venerato a Taranto (lo stesso leggendario fondatore della polis, Taras, era figlio di Poseidone), ma probabilmente fu loro attribuito questo nome perché su di esse crescevano rigogliosamente alberi bituminosi che producevano "elettro", ovvero ambra: ciò è testimoniato dal ritrovamento di monili in ambra nel territorio circostante. L'isola grande era chiamata Phoebea (Φοίβεα) in onore della dea Artemide per via della folta boscaglia, mentre l'isola piccola semplicemente Elettra (Ηλέκτρα). Secondo quanto tramandatoci dal libro De Admirandis auscultationibus dello pseudo-Aristotele, la tradizione vuole che Dedalo, fuggendo da Creta, si sia rifugiato su queste isole lasciandovi 2 statue, una in stagno e l'altra in bronzo.
Nel Medioevo, con l'avvento del Cristianesimo, le due isole di San Pietro e di San Paolo assunsero rispettivamente il nome di Santa Pelagia e Sant'Andrea, per via delle chiese che vi furono edificate in onore dei due santi. Nel IV secolo l'isola più grande fu abitata da Santa Sofronia, anacoreta e martire tarantina. L'isola grande fu sede del "pervetustum" cenobio basiliano di San Pietro Imperiale, celebre monastero che estese la sua influenza all'interno della regione e al di fuori, con l'obiettivo di affermare l'egemonia bizantina. Le isole anticamente appartenevano al Capitolo e al Clero tarantino e, secondo i documenti dell'epoca, era rinomata la pesca delle sarde oltre che di altre specialità ittiche. Nel 1594 le isole furono occupate dai Turchi guidati da Alì Sinam Bassà, che entrarono nella rada di Taranto con 100 navi, e furono utilizzate come avamposto per le loro razzie nell'entroterra: più volte partirono da qui per tentare di distruggere e conquistare Taranto. Il 19 settembre dello stesso anno, con la Battaglia del fiume Tara, le forze cristiane guidate dai vescovi di Mottola e Taranto, sconfissero i turchi cacciandoli definitivamente dalle coste ioniche.
Verso la fine del Settecento, Napoleone Bonaparte fece edificare sull'Isola di San Paolo il Forte de Laclos, dal nome del Generale d'Artiglieria Pierre Choderlos de Laclos, ivi sepolto nel 1803. Con l'Unità d'Italia, le isole furono sottoposte all'attenzione delle autorità marittime: passate dai beni del Capitolo a quelli del Regno, sull'Isola di San Paolo fu costruito un faro per guidare i naviganti nel Mar Grande. Alla fine del XIX secolo, in seguito alla costruzione della base navale di Taranto, le isole divennero il punto cardine delle opere di difesa della base navale ionica. Infatti sull'Isola di San Pietro fu realizzata la Batteria di San Pietro, demolendo parte del forte napoleonico e spostando il faro, destinandolo ad ufficio del Genio Militare, mentre sull'Isola di San Paolo furono costruite la Batteria Ammiraglio Aubry e la Torre Corazzata Umberto I, realizzata tra il 1883 ed il 1901 dall'allora tenente del Genio Militare Emilio Marrullier. Sulle Isole Cheradi sono ancora presenti installazioni militari usate durante la difesa della città di Taranto nella II guerra mondiale, ma oramai abbandonate.

## Flora e fauna
L'isola maggiore di San Pietro può essere considerata una vera e propria area naturalistica, se da un lato il divieto della marina militare di approdo e sbarco ha privato i cittadini di un'area di grande interesse turistico per la città, dall'altro ha preservato il ricco ecosistema delle isole. Molte specie di uccelli e passeriformi trovano rifugio sull'isola di San Pietro, come il barbagianni, la beccaccia di mare, la quaglia, il martin pescatore, il gheppio, tortore, gabbiani e cormorani, rettili come la lucertola, gechi e tarantole, tra i roditori topi e arvicole. A più riprese durante la storia, vaste aree dell'isola maggiore furono destinate alla coltivazione. Durante la colonizzazione dei monaci basiliani vi furono piantati alberi di ulivo. Dopo l'abbandono dell'isola da parte di questi ultimi la vegetazione spontanea riprese a crescere. All'inizio del XVIII secolo fu edificata sull'isola di San Pietro la masseria del Capitolo, e nuove aree dell'isola furono destinate alla coltivazione. Dopo un nuovo abbandono dell'isola nel 1842 la masseria fu affittata ad un contadino che vi piantò grano e alberi di ulivi e fichi. Con l'avvento della marina militare ogni tipo di attività agricola fu abbandonata, vi fu piantata una vasta pineta e la vegetazione spontanea riprese nuovamente il sopravvento. Oggi la vegetazione dell'isola è tipicamente mediterranea, con un'estesa pineta, alberi di leccio, querce, platani e palme, numerosi fiori, asparagi, trifoglio, papavero, narciso (Narcissus), malva, salvia, erica, cardi (Carduus), capperi, avena, trifoglio e aglio.

## I fondali
Il tratto di mare all'interno della rada è caratterizzato da fondale basso con sabbie fini e vaste praterie di Zostera e Posidonia. In particolare in questa zona c'è una massiccia presenza di alghe, che offrono rifugio a banchi di avannotti, molluschi e spugne, celenterati, vermi, tunicati, ricci, stelle marine e pesci di svariate specie. Spesso è stata notata la presenza di mammiferi quali il delfino, tanto da far proporre l'area come oasi naturale e parco marino. Il tratto di mare a Sud è più vario, caratterizzato da fondale detritico e roccia nuda, che offre riparo a un gran numero di pesci dalle correnti cariche di nutrienti provenienti dal largo, e da prateria di Posidonia e coralligeno. Presenti attorno alle isole prelibati molluschi quali i tartufi di mare e le cozze pelose, oggi molto vicini alla estinzione. Sono presenti anche spugne, come la Petrosia ficiformis, e tunicati, come la Phallusia mammillata.

## Caratteristiche meteomarine
I venti che provengono da Nord in genere durano parecchi giorni, diminuiscono di intensità o si calmano durante la notte e nelle prime ore del mattino, per soffiare con violenza durante le altre ore del giorno. Il vento di libeccio provoca mare grosso; lo scirocco è violento specialmente d'inverno e durante i mesi di maggio e giugno porta foschia e pioggia. In primavera il vento che proviene da Ovest (dalla Calabria) è di breve durata anche se alquanto violento e spesso si calma durante il tramonto. I venti che provengono da Sud e da Est portano nebbia. Vi sono dei segni che precedono la comparsa dei venti che provengono da NE e da ENE, come la cortina di nubi che persiste sulle colline a Nord del Mar Piccolo finché soffiano detti venti. Durante questo regime risultano ben visibili le coste della Calabria. Le correnti esterne sono piuttosto deboli, influenzate dai venti, con direzione E-W. Le maree attorno alle Cheradi sono poco rilevanti; si aggirano attorno a 30-40 cm.

## Il culto di San Pietro
Per tradizione si dice che San Pietro sia sbarcato sull'Isola di San Pelagia. Infatti si narra che, mentre era genuflesso, lasciò l'impronta sulla pietra su cui vi stava. Alla pietra venne dato il nome di "apodonia" e venne trasportata a Venezia da alcuni marinai veneti.

## Le isole

### San Nicolicchio
Un tempo esisteva anche l'isoletta di San Nicolicchio, che negli anni settanta del ventesimo secolo è stata inglobata alla terraferma con i lavori di ristrutturazione industriale e l'allargamento del porto mercantile.
L'isola era chiamata dai pescatori in dialetto u' squegghie (lo scoglio) e ubicata in prossimità della punta Rondinella. Anticamente i tarantini avevano costruito sull'isola una badia di rito greco, dedicata a San Nicola di Myra. L'isola non superava l'ettaro di estensione e con il suo sprofondare totale nelle acque durante le maree, per motivazioni legate alla sicurezza, fu circondata di pietrisco unendola al molo.

### San Paolo
L'isola di San Paolo è la più piccola delle Cheradi, avendo un'estensione di 5 ettari ed è anche la penultima tra le isole pugliesi per dimensione, dopo il Cretaccio. È anch'essa ricca di fauna e flora marina molto particolare, tra cui possiamo distinguere le spugne marine (alcune in via d'estinzione) come ad esempio quella della specie Petrosia ficiformis.

### San Pietro

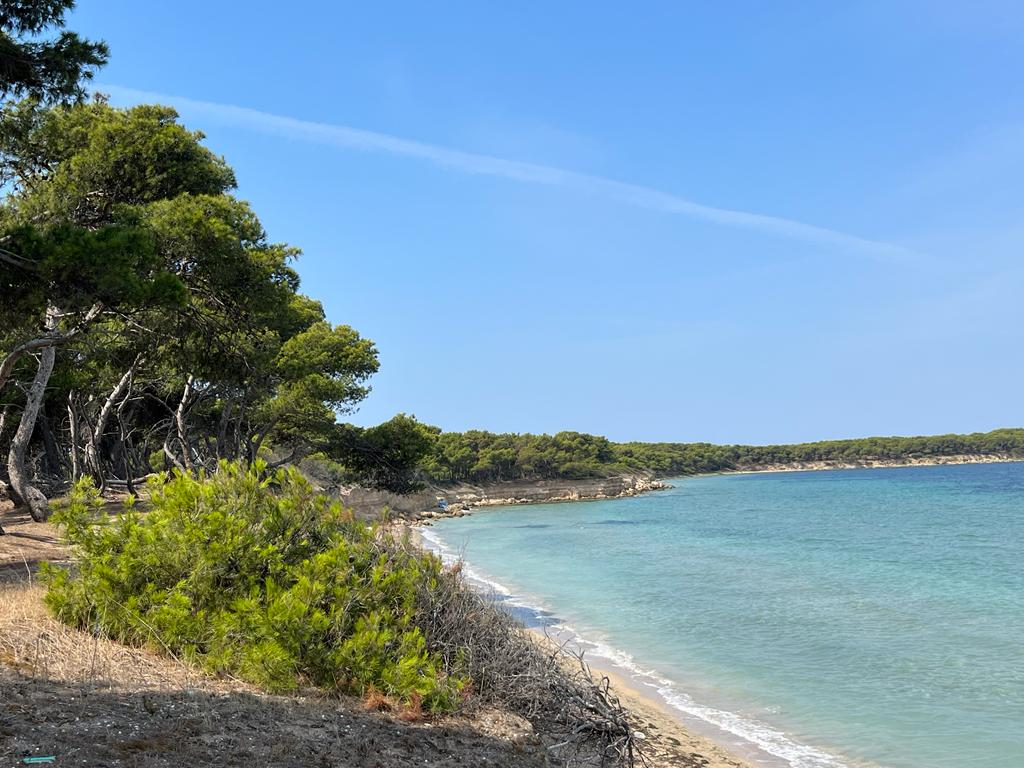
Spiaggia dell'Isola di San Pietro

L'isolotto di San Pietro ha una superficie di circa 116 ettari, ha una forma triangolare e presenta tre punte denominate Punta La Forca a Ovest, Punta Lo Scanno a Nord e Punta Il Posto a Est. La costa si estende per 7 km. La massima lunghezza dell'isola da Punta La Forca a Punta Lo Scanno è di poco più 2 km; la massima larghezza è di 1,6 km; la massima altezza è di 10 m s.l.m. (Punta La Forca). 
Sull'isola di San Pietro sorgeva un'antenna a traliccio di 150 metri (demolita nell'estate 2021); essa era utilizzata per il servizio di radioassistenza marittimo sui 500 kHz (ormai non più operativo sul territorio nazionale). Era utilizzata, inoltre, come Punto cospicuo per la navigazione in quanto si distingueva anche di notte per l'illuminazione lungo la sua estensione verticale.
Le isole godono di particolare interesse da parte dei radioamatori: periodicamente vengono organizzate "spedizioni" (DX-pedition) durante le quali si effettuano migliaia di collegamenti radio, dalle isole verso altri radioamatori di tutto il mondo. I nominativi radioamatoriali assegnati sono caratterizzati dal prefisso IJ7.